# 2000 في الأوروغواي
فيما يلي قوائم الأحداث التي وقعت خلال عام 2000 في الأوروغواي.

## سياسة

### تعيين في المنصب
- 1 مارس – خورخي باتل رئيس الأوروغواي.

### انتهاء فترة المنصب
- 1 مارس – خوليو ماريا سانغوينيتي رئيس الأوروغواي.

## مواليد

### أكتوبر
- 21 أكتوبر – غوستافو فيرا لاعب كرة قدم أوروغواياني.[1]

## وفيات

### يناير
- 1 يناير – خوسيه فينس (مواليد 1912) ملاكم أوروغواياني.
- 1 يناير – فيدل تريكانيكو (مواليد 1915) ملاكم أوروغواياني.
- 1 يناير – مانويل سموريس (مواليد 1907) ملاكم أوروغواياني.

### مايو
- 31 مايو – رودولوف بيني (مواليد 1926) لاعب كرة قدم أوروغواياني.